# Gmina Tartu
Gmina Tartu (est. Tartu vald) – gmina wiejska w Estonii, w prowincji Tartu.
W skład gminy wchodzą:
- 4 miasta: Kõrveküla, Lähte, Äksi, Vahi.
- 39 wsi: Aovere, Arupää, Erala, Haava, Igavere, Jõusa, Kastli, Kikivere, Kobratu, Kukulinna, Kärkna, Kükitaja, Lammiku, Lombi, Maramaa, Metsanuka, Möllatsi, Nigula, Nõela, Puhtaleiva, Pupastvere, Saadjärve, Salu, Soeküla, Soitsjärve, Sojamaa, Sootaga, Taabri, Tammistu, Tila, Toolamaa, Vasula, Vedu, Vesneri, Viidike, Vilussaare, Võibla, Väägvere, Õvi.